# Chantenay-Villedieu
Chantenay-Villedieu é uma comuna francesa na região administrativa do País do Loire, no departamento de Sarthe. Estende-se por uma área de 27.74 km². Em 2010 a comuna tinha 873 habitantes (densidade: 31,5 hab./km²).